# Speakeasy

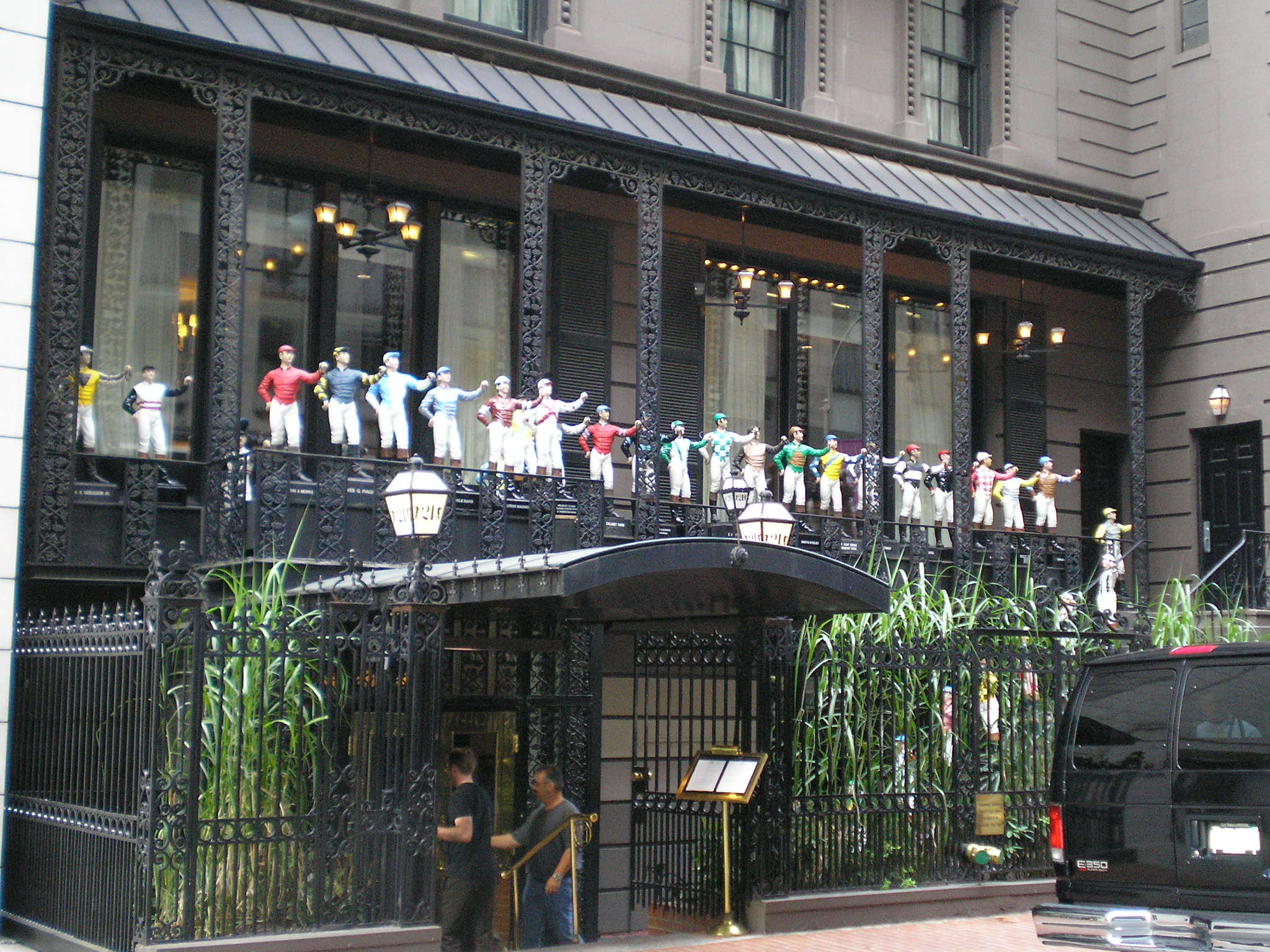
El 21 Club de Nova York era un speakeasy durant la prohibició.

Un speakeasy (speakeasies en plural) era un establiment il·legal on es venia i es consumia alcohol als Estats Units durant els anys de l'anomenada Llei seca, quan la fabricació, el transport i la venda d'alcohol era il·legal. El nom prové del costum dels amos dels establiments d'anar dient als clients que parlessin fluixet (speak easy en anglès).
Els speakeasies van esdevenir cada cop més populars i nombrosos durant aquests anys, i van començar a ser controlats per la màfia i el crim organitzat. Sovint també oferien altres serveis com restauració, concerts de jazz o pistes per a ballar. Els speakeasies es van estendre per tots els Estats Units malgrat les detencions de patrons i clients. La policia, sovint corrompuda pels amos dels establiments, no hi intervenia o avançava les seves actuacions als diferents locals.
Als Estats Units encara queden trenta-set speakesasies dels anys 20, vint-i-tres a Nova York, tretze a Pennsilvània i un a Washington DC.

## Bibliograpfia
- Loretta Britten, Paul Mathiess, ed. Our American Century Jazz Age: The 20's. 1998. Time Life Books. New York: Bishop Books Inc., 1969. ISBN 0-7835-5509-1.
- Kahn, Gordon, and Al Hirschfeld. The Speakeasies of 1932. New York: Glenn Young Books, (1932, rev. 2003). ISBN 1-55783-518-7.
- Streissguth, Thomas. The Dry Years: The Roaring Twenties. Encyclopedia. 2007 ed. Facts On File, Inc. ISBN 0-8160-6423-7.